# خوليو غونزاليس (لاعب كرة قاعدة)
خوليو غونزاليس هو لاعب كرة قاعدة كوبي، ولد في 20 ديسمبر 1920 في بانيس في كوبا، وتوفي بنفس المكان في 15 فبراير 1991.

## وصلات خارجية
- خوليو غونزاليس على موقعبيزبول رفرنس.كوم (الدوري الرئيسي) (الإنجليزية)